# Theodore McCarrick

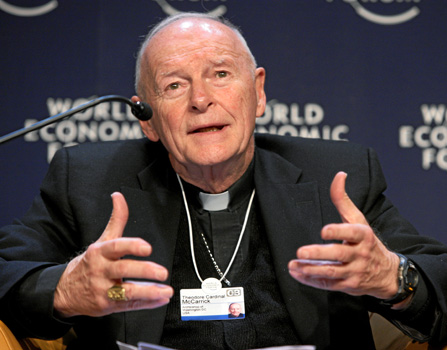
Kardinal McCarrick beim Weltwirtschaftsforum 2008

Theodore Edgar McCarrick (* 7. Juli 1930 in New York City, New York; † 3. April 2025 in Dittmer, Jefferson County, Missouri) war ein strafweise in den Laienstand versetzter früherer US-amerikanischer römisch-katholischer Priester, Erzbischof von Washington und Kardinal. Er war der erste Kardinal der katholischen Kirche, der wegen im Priesteramt begangener sexueller Übergriffe vom Kardinalat zurücktrat.

## Leben

Wappen McCarricks als Erzbischof von Washington und Kardinal

Theodore Edgar McCarrick war Sohn eines Kapitäns und stammte aus einer in New York ansässigen irischstämmigen Familie. Sein Vater starb an Tuberkulose, als Theodore drei Jahre alt war. Seine Mutter arbeitete in einer Autoteilefabrik in der Bronx und wurde von der ausgedehnten Familie unterstützt.
McCarrick studierte Theologie, Philosophie und Soziologie an der Katholischen Universität von Amerika in Washington, D.C. und empfing am 21. Mai 1958 durch Francis Kardinal Spellman das Sakrament der Priesterweihe. Anschließend wirkte er elf Jahre an den katholischen Universitäten in Washington, D.C. und Puerto Rico als Lehrer, Seelsorger und Verwaltungsangestellter. 1963 wurde er von der Katholischen Universität von Amerika im Fach Soziologie promoviert. 1969 ernannte ihn der Erzbischof von New York, Terence Kardinal Cooke, zu seinem persönlichen Sekretär.
Am 24. Mai 1977 ernannte ihn Papst Paul VI. zum Titularbischof von Rusibisir und zum Weihbischof in New York. Die Bischofsweihe spendete ihm Terence Kardinal Cooke am 29. Juni desselben Jahres. 1981 ernannte ihn Papst Johannes Paul II. zum ersten Bischof der neu gegründeten Diözese Metuchen, die er fünf Jahre lang leitete, und übertrug ihm 1986 die Leitung des Erzbistums Newark.
1988 gehörte er zu den Mitgliedern einer interreligiösen Delegation aus den USA, die in Kuba mit Fidel Castro zusammentraf, um erstmals nach der kubanischen Revolution 1958 Fragen der Religionsfreiheit zu besprechen. In ähnlichen Anliegen reiste er auch mehrmals nach China.
Im November 1999 unterrichtete Erzbischof Giovanni Battista Re Papst Johannes Paul II. über die Anschuldigungen des sexuellen Missbrauchs durch McCarrick, von denen Kardinal John O’Connor, Erzbischof von New York, am 29. Oktober 1999 Nuntius Gabriel Montalvo Higuera berichtet hatte; doch Kardinalstaatssekretär Angelo Sodano schützte McCarrick vor Konsequenzen.
Im November 2000 ernannte Papst Johannes Paul II. McCarrick zum Erzbischof von Washington. Er wurde am 3. Januar 2001 in das Amt eingeführt. Der Papst nahm ihn am 21. Februar 2001 als Kardinalpriester mit der Titelkirche Santi Nereo e Achilleo in das Kardinalskollegium auf.
Kardinal McCarrick nahm am Konklave 2005 teil, in dem Benedikt XVI. gewählt wurde. Dieser nahm 2006 McCarricks bereits 2005 mit Erreichen des 75. Lebensjahres vorgebrachtes Rücktrittsgesuch vom Amt des Erzbischofs an, Nachfolger wurde Donald Wuerl. 2011 ernannte ihn die Library of Congress zum „Distinguished Visiting Scholar“. McCarrick nahm nicht am Konklave 2013 teil, da er zu diesem Zeitpunkt durch Vollendung des 80. Lebensjahres das aktive Wahlrecht verloren hatte.

### Laisierung
Am 21. Juni 2018 wurde bekannt, dass Papst Franziskus wegen des als „glaubwürdig und substanziell“ eingeschätzten Vorwurfs, sexuellen Missbrauch begangen zu haben, McCarrick vom Priesteramt suspendiert und ihm damit untersagt hatte, öffentlich priesterliche Aufgaben wahrzunehmen. In mehreren Reportagen schilderte unter anderem der US-Journalist Rod Dreher, gestützt auf Gerichtsdokumente und eigene Recherchen, wie McCarrick seine Macht als Priester, Bischof und Erzbischof systematisch zur sexuellen Ausbeutung ihm untergebener Seminaristen und Priesteranwärter sowie anderer von ihm abhängiger Opfer ausgenutzt hatte. McCarrick soll zwischen 1970 und 1990 zahlreiche Priesteramtskandidaten sexuell benutzt und auch mindestens zwei Minderjährige missbraucht haben. Dabei sei es dem kirchlich und gesellschaftlich einflussreichen und gut vernetzten Täter über Jahre gelungen, Opfer und Zeugen zum Schweigen zu bewegen oder einzuschüchtern und das Bekanntwerden seiner Taten zu verhindern.
Am 28. Juli 2018 wurde bekannt gemacht, dass Papst Franziskus den ihm brieflich am Tag zuvor zugegangenen offiziellen Rücktritt McCarricks als Mitglied des Kardinalskollegiums angenommen und ihm befohlen hatte, sich bis zum Abschluss des ordentlichen kanonischen Verfahrens in einem ihm zugewiesenen Haus für ein Leben des Gebets und der Buße aufzuhalten. Er lebte daraufhin in einem Kapuzinerkloster im US-Bundesstaat Kansas. Hans Zollner, Leiter des Kinderschutzzentrums an der Päpstlichen Universität Gregoriana, bezeichnet dies als ungewöhnlichen Vorgang: „Dass ein Kardinal komplett aus dem Kardinalsstand ausscheidet, ist seit mehr als 90 Jahren zum ersten Mal geschehen.“ Letztmals hatte es 1927 einen Rücktritt eines Kardinals aus dem Kollegium gegeben, als Louis Billot wegen seiner Unterstützung der Action française auf die Kardinalswürde verzichtete.
Am 16. Februar 2019 gab das Presseamt des Heiligen Stuhls die Entlassung McCarricks aus dem Klerikerstand bekannt. Es sei erwiesen, dass sich McCarrick als Kleriker folgender Delikte schuldig gemacht habe: Sollizitation (sexuelle Verführung) beim Abnehmen der Beichte und Verstöße gegen das sechste Gebot (verbotene sexuelle Handlungen) mit Minderjährigen und Erwachsenen unter strafverschärfendem Machtmissbrauch. Ein Rechtsmittel gegen die am 11. Januar 2019 getroffene Entscheidung wies die Kongregation in ihrer Sitzung vom 13. Februar 2019 zurück, was McCarrick am 15. Februar 2019 bekannt gemacht wurde. Papst Franziskus bestätigte die Entscheidung der Kongregation für die Glaubenslehre, die damit rechtskräftig wurde; weitere Rechtsmittel waren nicht zugelassen.
McCarrick musste sich vor dem Bezirksgericht in Dedham strafrechtlich verantworten. Im August 2023 wurde das Strafverfahren wegen Demenz des Angeklagten abgebrochen. Auch ein Strafverfahren in Wisconsin wegen sexuellen Missbrauchs wurde im Januar 2024 wegen demenzbedingter Verhandlungsunfähigkeit abgebrochen.

## Mitgliedschaften
Kardinal McCarrick war während seiner aktiven Zeit als Kleriker Mitglied folgender Einheiten der Römischen Kurie:
- Päpstlicher Rat zur Förderung der Einheit der Christen (ab 2004)[23]
- Päpstlicher Rat für Gerechtigkeit und Frieden (ab 2001)[24]
- Päpstlicher Rat der Seelsorge für die Migranten und Menschen unterwegs (ab 2003)[25]
- Güterverwaltung des Apostolischen Stuhls (ab 2001)[24]
- Päpstliche Kommission für Lateinamerika (ab 2003)[26]